# 蓬安県
蓬安県（ほうあん-けん）は中華人民共和国四川省南充市に位置する県。

## 地理
北西の儀隴県から嘉陵江は流れ、順慶区と高坪区の県境川として南西に向け流れてる河川。長江へ最終的に合流する。また、楼梯井ダムや大深溝ダムなどがある。

## 歴史
1283年（至元20年）に蓬池県が設置される。1650年（順治7年）に蓬州が下部管轄県を有さない散州とされ、蓬州と証されるようになる。1913年（民国2年）、州制廃止に伴い蓬安県と改称される。

## 行政区画
下部に2街道、14鎮、5郷を管轄する。
- 街道:相如街道、周口街道
- 鎮:錦屏鎮、巨竜鎮、正源鎮、金渓鎮、徐家鎮、河舒鎮、利渓鎮、竜蚕鎮、楊家鎮、羅家鎮、福徳鎮、銀漢鎮、興旺鎮、睦壩鎮
- 郷:平頭郷、鮮店郷、金甲郷、新園郷、石孔郷

## 交通
道路
高速道路
- 銀昆高速道路（巴南広高速道路（中国語版）を兼ねる）
- 張南高速道路（中国語版）（南大梁高速道路（中国語版）を兼ねる）

国道
- G318国道

省道
- 203省道
- 204省道

県道
- 157号県道
- 159号県道

## 健康・医療・衛生
- 蓬安県人民医院
- 蓬安県中医医院